# Insteodden
Insteodden är en udde i Antarktis. Den ligger i Östantarktis. Norge gör anspråk på området.
Terrängen inåt land är varierad. Havet är nära Insteodden åt nordväst. Trakten är obefolkad. Det finns inga samhällen i närheten. 